# Płyta (album Voo Voo)
Płyta – album zespołu Voo Voo wydany w 2002 r., podobnie jak poprzedni album Płyta z muzyką został nagrany w zabytkowym spichlerzu w Janowcu.

## Lista utworów
źródło:.
1. „Puknij się w łeb” – 4:44
2. „Szybko omijasz” – 2:46
3. „Złotousty” – 5:52
4. „Zejdź ze mnie” – 3:14
5. „Wiertło” – 4:40
6. „Piony, poziomy” – 7:28
7. „Be” – 2:58
8. „Lęk wysokości” – 5:16
9. „Listopaździernik” – 4:32
10. „Po prostu” – 4:10
11. „Mam głęboko” – 5:12
12. „Nawet gin” – 4:31
13. „Skaranie boskie” – 4:56

- Teledysk – „Zejdź ze mnie”
- Teledysk – „Be”

Słowa i muzyka Wojciech Waglewski z wyjątkiem utworu 6. ze słowami Fisza.

## Muzycy
źródło:.
Voo Voo
- Wojciech Waglewski
- Mateusz Pospieszalski
- Piotr „Stopa” Żyżelewicz
- Karim Martusewicz

gościnnie
- Luis Ribeiro – instrumenty perkusyjne, śpiew (5, 8, 9, 12)
- Fisz – śpiew (6)

## Single
- „Zejdź ze mnie”
- „Be”

## Sprzedaż
| Lista | Kraj   | Pozycja |
| ----- | ------ | ------- |
| OLiS  | Polska | 5       |